# Каскарет, Рауль
Рау́ль Каскаре́т Фонсе́ка (исп. Raul Cascaret Fonseca; 20 июня 1962, Сантьяго-де-Куба, Куба — 26 марта 1995, Гавана, Куба) — кубинский борец вольного стиля. Чемпион и призёр чемпионатов мира, Панамериканских игр, призёр Кубков мира и Панамериканского чемпионата.

## Биография
Был женат на Ане Фиделии Кирот — кубинской легкоатлетке (бег), двукратной чемпионке мира, призёре Олимпийских игр. Супруги развелись в 1991 году.

## Смерть
26 марта 1995 года скончался в результате дорожно-транспортного происшествия.

## Признание
- В 1985 году был назван лучшим спортсменом Кубы и Латинской Америки[2].
- Вошел в число 100 лучших кубинских спортсменов XX века[3].